# Pravastatina
En medicina y farmacología, la pravastatina es un fármaco de la familia de las estatinas, usado para el control de la hipercolesterolemia (concentración anormalmente alta de colesterol en la sangre) y en la prevención de enfermedades cardiovasculares. Esta pastilla es utilizada a cualquier edad excepto en niños. Siendo más comúnmente utilizada en adolescentes, adultos y adultos mayores, la pravastatina no es solamente de uso médico, sino que también se utiliza para reducir la masa corporal.

## Historia
La pravastatina es un metabolito, aislado de cultivos de Nocardia autotrophica. Suele utilizarse bajo la forma de sal sódica.

## Descripción
La pravastatina sódica es un fino polvo cristalino, de color blanco, inodoro,  soluble en metanol y agua, ligeramente soluble en isopropanol, y prácticamente insoluble en acetona, acetonitrilo, cloroformo y éter.

## Farmacocinética

### Vías de administración (formas de uso)
Oral, con el estómago vacío en dosis única diaria, por la noche estando en la cama.
Disminuye el Meteorismo.

### Absorción
Se absorbe rápidamente en aproximadamente un tercio de la cantidad administrada (35 %), teniendo una biodisponibilidad del 17 %. La absorción se ve disminuida por la comida.

### Distribución
Se une a proteínas plasmáticas en un 50 %.

### Metabolismo y metabolitos
Hepático, con efecto de primer paso metabólico. No está clara su relación con el citocromo P450, pero sí que parece claro que es independiente del CYP3A4. Los procesos enzimáticos que sufre incluyen:
1. Isomerización a 6-epi pravastatina y a la 3α-hidroxiisomerasa de la pravastatina.
2. Hidroxilación del anillo bencénico.
3. ω-1 oxidación de la cadena lateral éster.
4. β-oxidación de la cadena lateral carboxi.
5. Aromatization del anillo de oxidación.
6. La oxidación de un grupo hidroxilo a un grupo ceto.
7. Conjugación.

El principal producto de degradación es el isómero 3α-hidroxi, que tiene una mínima actividad inhibitoria de la HMG-CoA reductasa.
Al parecer, el metabolismo hepático es más intenso durante la noche, por lo que se aconseja la toma matutina en ayunas. Igualmente, existen diferencias en la metabolización respecto al sexo y la edad, pero no las suficientes como para modificar las dosis en ausencia de otras patologías.

### Excreción
La semivida media de eliminación es de 1-3 horas, aunque no se ha observado acúmulo de la sustancia o sus metabolitos en dosis múltiples. Se elimina en un 70 % en heces y un 20 % por orina.

## Farmacodinámica

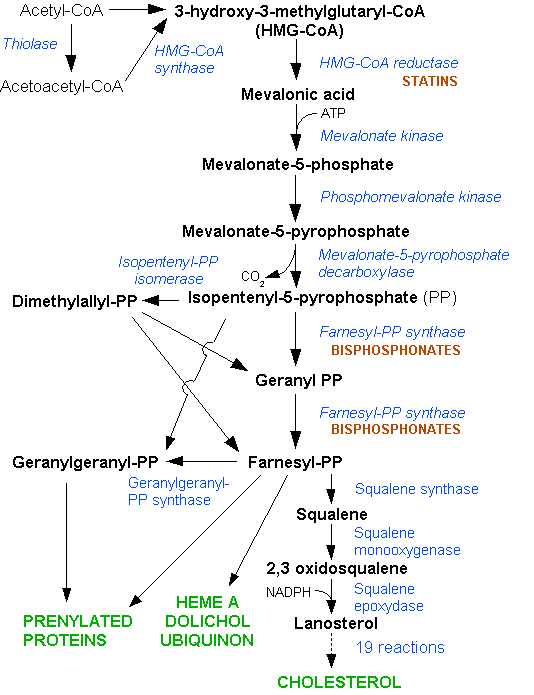
Vía de la HMG-CoA reductasa.

### Mecanismo de acción
La pravastatina es un inhibidor de la 3-hidroxi-3-metilglutaril-coenzima A reductasa (HMG-CoA reductasa). Esta enzima cataliza un paso esencial de la vía del mevalonato, la conversión de la HMG-CoA a mevalonato, que es un metabolito clave en la biosíntesis de colesterol. En el esquema adjunto puede observarse el nivel de bloqueo de las estatinas así como de otras sustancias en la biosíntesis del colesterol. La inhibición de la enzima se realiza de forma competitiva, parcial y reversible.
El bloqueo de la síntesis hepática del colesterol produce una activación de las proteínas reguladoras SREBP (sterol regulatory elements-binding proteins), que activan la transcripción de proteínas y, por tanto, producen una mayor expresión del gen del receptor de LDL y un aumento en la cantidad de receptores funcionales en el hepatocito.

### Efectos
Como consecuencia de la inhibición de la HMG-CoA disminuyen los niveles de colesterol total y LDL, sustancias íntimamente relacionadas con la aterosclerosis y el aumento del riesgo cardiovascular. La apolipoproteína B también disminuye sustancialmente durante el tratamiento con estatinas. Además, algunas aumentan moderadamente el C-HDL y reducen los triglicéridos plasmáticos. Como resultado de estos cambios, el cociente entre colesterol total y colesterol HDL, así como el cociente entre colesterol LDL y colesterol HDL se reducen.
Las estatinas además poseen otras acciones farmacológicas que son objeto de estudio en la actualidad. Hay cuatro mecanismos por los cuales las estatinas podrían prevenir las enfermedades cardiovasculares:
1. Mejorando la función endotelial.
2. Modulando la respuesta inflamatoria.
3. Estabilizando la placa de ateroma.
4. Previniendo la formación de trombos.

Estos efectos, así como su repercusión en la disminución del riesgo cardiovascular en general de las estatinas, han sido ampliamente estudiados.

#### Ensayos clínicos con pravastatina
Desde la publicación de estudios como el Framingham Heart, el Seven Countries o el  MRFIT, quedó patente el papel de la hipercolesterolemia como factor de riesgo principal en los episodios de morbilidad y mortalidad de origen cardiovascular. Con estudios como el Lipid Research Clinics Coronary Primary Prevention o el Helsinki Heart se demostró que la reducción de colesterol prevenía la aparición de estos eventos cardiovasculares. Esto llevó a la creación del NCEP (National Cholesterol Education Program) en 1987 y a sus recomendaciones sobre el tratamiento de la hipercolesterolemia. Se iniciaron estudios angiográficos para corroborar anatómicamente los hallazgos de estos estudios y comenzaron los estudios con estatinas siguiendo las recomendaciones del NCEP. Desde ese momento, han sido numerosos los estudios realizados, destacando los siguientes:
- Estudio WOSCOPS (West Of Scotland Coronary Prevention Study), en 6695 pacientes varones y realizado con la pravastatina y con reciente publicación de los resultados a largo plazo.[6]
- Estudio PRINCE (The PRavastatin INflamation/CRP Evaluation), con 1702 pacientes y valoración de los efectos antiinflamatorios de la pravastatina. Incluye un subestudio sobre prevención secundaria.[7]
- Estudio STELLAR (Statin Therapies for Elevated Lipid Levels compared Across doses to Rosuvastatin). Estudio aleatorio abierto que compara la eficacia de rosuvastatina frente a atorvastatina, pravastatina y simvastatina a dosis variables en pacientes con hipercolesterolemia primaria.[8]
- Estudio CARE (Cholesterol and Recurrents Events Study), con 4159 pacientes y utilización de pravastatina.[9]
- Estudio LIPID (Long-term Intervention with Pravastatin in Ischemic Disease), con 9014 pacientes e igualmente con pravastatina.[10]
- Estudio PROVE IT (Pravastatin or Atorvastatin Evaluation and Infection therapy-Thrombolysis in myocardial Infarction), con 4162 pacientes y comparación de atorvastatina a altas dosis con pravastatina.[11]
- Estudio ALLHAT-LLT  (The Antihypertensive and Lipid-Lowering Treatment to Prevent Heart Attack Trial) con 10 355 pacientes hipertensos y dislipémicos, usando pravastatina (40 mg —miligramos— al día).[12]
- Estudio MERCURY I (Measuring Effective Reductions in Cholesterol Using Rosuvastatin therapY I). Estudio randomizado abierto de 16 semanas de duración que compara la eficacia y la seguridad de rosuvastatina frente a atorvastatina, pravastatina y simvastatina en pacientes con hipercolesterolemia primaria, siguiendo los parámetros europeos.[13]
- Estudio REGRESS (The REgression GRowth Evaluation Statin Study). Estudio diseñado para evaluar la regresión de la placa de ateroma en 600 pacientes en tratamiento con pravastatina.[14]
- Estudio PLAC I (Pravastatin, Limitation of Atherosclerosis in the Coronary arteries I). Similar al anterior, con 408 pacientes.[15]
- Estudio PLAC II (Pravastatin, Lipids, and Atherosclerosis in the Carotid arteries II), con 151 pacientes y valoración de la pravastatina.[16]
- Estudio KAPS (Kupio Atherosclerosis Prevention Study). Estudio angiográfico realizado con 447 pacientes tratados con pravastatina.[17]
- Estudio CAIUS (the Carotid Atherosclerosis Italian Ultrasound Study), con 305 pacientes e investigando la pravastatina.[18]
- Estudio FAST (Fukuoka AtherosclerosiS Trial), con 246 pacientes comparando pravastatina y probucol.[19]
- Estudio ARBITER (Arterial Biology for the Investigation of the Treatment Effects of Reducing cholesterol), con 141 pacientes en los que se compara atorvastatina y pravastatina.[20]
- Estudio REVERSAL (the REVERSing atherosclerosis with Aggressive Lipid lowering study), comparando pravastatina y atorvastatina en 654 pacientes.[21]

Otros innumerables ensayos clínicos han sido realizados para intentar demostrar la utilidad de las estatinas en otras patologías, como la osteoporosis, la enfermedad de Parkinson, la enfermedad de Alzheimer o el shock séptico.

### Interacciones
Al no ser sustrato del CYP3A4, hay una gran cantidad de interacciones que presentan otras estatinas y que están ausentes en la pravastatina, aunque hay que ser cauto ante la toma conjunta con inhibidores potentes de la misma.
| Fármacos que interaccionan con Pravastatina.            | |  |              |                                                                                |
| Fármaco                                                 | Resultados de la interacción                                                                                 |  |              |                                                                                |
| Antiácidos                                              | Disminución de la absorción                                                                                  |  |              |                                                                                |
| Itraconazol                                             | Aumento de la biodisponibilidad por inhibición de la P-glicoproteína de transporte por parte del itraconazol |  |              |                                                                                |
| Ciclosporina                                            | Aumento de la biodisponibilidad                                                                              |  |              |                                                                                |
| Antibióticos macrólidos (eritromicina y claritromicina) | Leve aumento de la biodisponibilidad de la pravastatina                                                      |  |              |                                                                                |
| Colestiramina                                           | Disminución de la absorción                                                                                  |  |              |                                                                                |
| Colestipol                                              | Disminución de la absorción                                                                                  |  | Gemfibrozilo | Disminución de la unión a proteínas y de la excreción renal de la pravastatina |

## Uso clínico

### Indicaciones
- Dislipemias.

La pravastatina está indicada como un complemento de la dieta para reducir los niveles elevados de colesterol total, colesterol LDL, apolipoproteína B, y de triglicéridos; y para aumentar el colesterol HDL en pacientes con hipercolesterolemia primaria y dislipidemia mixta.
- Prevención primaria de eventos coronarios. En los pacientes hipercolesterolémicos sin evidencia clínica de enfermedad coronaria:
  - Reducir el riesgo de infarto de miocardio
  - Reducir el riesgo de sufrir procedimientos de revascularización miocárdica
  - Reducir el riesgo de mortalidad cardiovascular sin aumento en la muerte de causas no cardiovasculares
- Prevención secundaria de eventos cardiovasculares. En los pacientes con evidencia clínica de enfermedades cardiovasculares:
  - Reducir el riesgo de mortalidad total mediante la reducción de muerte coronaria
  - Reducir el riesgo de infarto de miocardio
  - Reducir el riesgo de sufrir procedimientos de revascularización miocárdica
  - Reducir el riesgo de accidente cerebrovascular y los ataques isquémicos transitorios (TIA)
  - Ralentizar la progresión de la aterosclerosis coronaria

### Efectos adversos
Para la valoración de las reacciones adversas (RAM) se tendrán en cuenta los criterios de la CIOSM.
| Reacciones adversas a pravastatina                     |                 | |
| Sistema implicado                                      | Grupo CIOSM     | Tipo de reacción |
| Trastornos del sistema nervioso                        | Poco frecuentes | Mareo, cefalea, trastornos del sueño, insomnio. |
| Trastornos del sistema nervioso                        | Muy raros       | Polineuropatía periférica, particularmente cuando se utiliza durante un tiempo prolongado, parestesia.                                                   |
| Trastornos gastrointestinales                          | Poco frecuentes | Dispepsia, ardor, dolor abdominal, náuseas, vómitos, estreñimiento, diarrea, flatulencia. Elevaciones de las transaminasas séricas (>3 veces lo normal). |
| Trastornos gastrointestinales                          | Muy raros       | Pancreatitis, ictericia, hepatitis, necrosis hepática fulminante.                                                                                        |
| Trastornos de la piel y del tejido subcutáneo          | Poco frecuentes | Prurito, exantema, urticaria, anormalidades del cabello y del cuero cabelludo (incluyendo alopecia).                                                     |
| Trastornos de la piel y del tejido subcutáneo          | Muy raros       | Reacciones de hipersensibilidad, anafilaxis, angioedema, síndrome de tipo lupus eritematoso.                                                             |
| Trastornos musculoesqueléticos y del tejido conjuntivo | Poco frecuentes | Dolor músculoesquelético incluyendo artralgia, calambres musculares, mialgia, debilidad muscular y elevaciones de los niveles de creatina quinasa.       |
| Trastornos musculoesqueléticos y del tejido conjuntivo | Muy raros       | Rabdomiólisis, miopatía, miositis, polimiositis y casos aislados de trastornos tendinosos, alguna vez complicados con rotura.                            |
| Otros                                                  | Poco frecuentes | Alteraciones de la visión, disuria, polaquiuria, nicturia, fatiga, ginecomastia.                                                                         |

### Contraindicaciones
- Hipersensibilidad al principio activo o a alguno de los excipientes.
- Enfermedad hepática activa, incluyendo elevaciones persistentes e inexplicables de las transaminasas séricas cuando su límite se encuentre tres veces por encima del límite superior de la normalidad.
- Embarazo y lactancia.

### Presentaciones
Se puede encontrar comercializada en dosis de 10, 20, 40 y 80 mg (miligramos) en forma de comprimidos.
Entre los excipientes habituales para este producto se puede encontrar:
- Croscarmelosa sódica
- Lactosa
- Óxido de magnesio (E-530)
- Estearato de magnesio (E470 B)
- Celulosa microcristalina (E-460 I)
- Óxido de hierro amarillo (E172)
- Povidona[1]